# Peter Gwynn-Jones

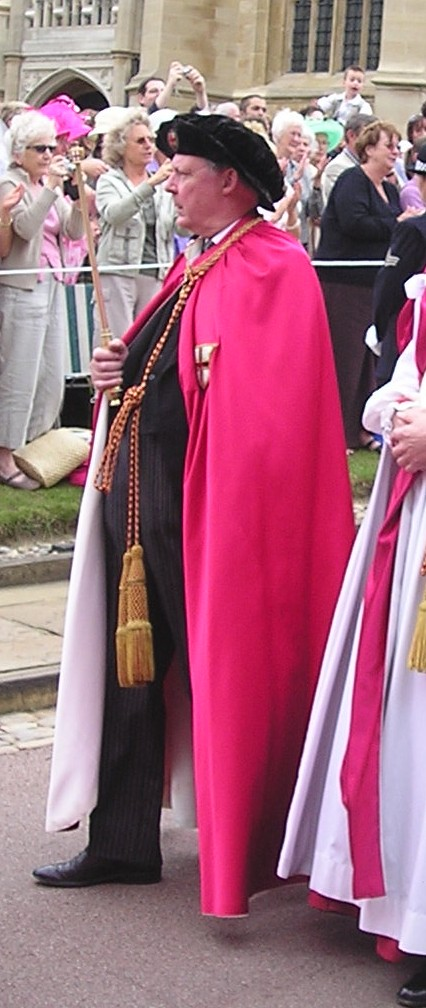
Peter Llewellyn Gwynn-Jones trägt die Robe eines Offiziers des Hosenbandordens.

Sir Peter Gwynn-Jones, KCVO FSA (* 1940 in Kapstadt; † 21. August 2010) war ein englischer Heraldiker und Genealoge und von 1995 bis zum 31. März 2010 der ranghöchste englische Wappenkönig Garter Principal King of Arms und damit Vorsteher der Herolde des College of Arms.

## Biographie
Er besuchte das Wellington College, Berkshire, und studierte am Trinity College in Cambridge. Nach seinem Abschluss wurde er 1970 Assistent des damaligen Garter King of Arms Sir Anthony Richard Wagner. 1973 wurde er zum ordentlichen Mitglied des College of Arms als Heroldsgehilfe Bluemantle Pursuivant of Arms ernannt. 1982 zum Lancaster Herald of Arms befördert, übernahm er den Posten eines Hausaufsehers des College. 1995 wurde er Garter Principal King of Arms.
Gwynn-Jones wurde 1995 Inspektor der Regimentsfahnen und 1996 Inspektor der Royal-Air-Force-Abzeichen. Als Garter Principal King of Arms wurde er 1995 Genealoge der höchsten englischen Orden, des Hosenbandordens, des Order of the Bath, des Order of St. Michael and St. George und des Johanniter-Ordens in England.

## Orden, Auszeichnungen und Mitgliedschaften
Gwynn-Jones wurde 1994 Lieutenant (LVO) und 1998 Commander (CVO) des Royal Victorian Order. 2010 wurde er Knight Commander dieses Ordens. 1976 Serving Brother (SBStJ) und 1995 Knight (KStJ) des Johanniter-Ordens.
Seit 1997 war er Mitglied der Society of Antiquaries of London. Von 1981 bis 1994 war er Sekretär des Genealogisch-heraldischen Gesellschaft Harleian und 1996 Vize-Präsident der Heraldischen Gesellschaft von London.

## Veröffentlichungen
- Hansjoachim Wilhelm Koch, Ivan V. Hogg, Peter Llewellyn Gwynn-Jones: Illustrierte Geschichte der Kriegszüge im Mittelalter. Augsburg 1999, ISBN 3-8289-0321-5